# マーガレット・オブ・コノート
マーガレット・ヴィクトリア・シャーロット・オーガスタ・ノラ・オブ・コノート（英語: Margaret Victoria Charlotte Augusta Norah of Connaught, 1882年1月15日 - 1920年5月1日）は、スウェーデン王グスタフ6世アドルフの最初の妃。スウェーデン語名ではマルガレータ（Margareta）と呼ばれた。愛称はデイジー（Daisy）。夫の即位以前に死去しており、王妃にはなっていない。

## 略歴
イギリス王子・コノート公アーサーとその妃ルイーズ（プロイセン王族、フリードリヒ・ヴィルヘルム3世の曾孫）の娘として、バクショット・パークのコノート公爵邸で生まれた。3月11日にウィンザー城の礼拝堂でカンタベリー大主教アーチボルド・テイトによって洗礼が施され、ヴィクトリア女王（父方の祖母）、ドイツ皇帝ヴィルヘルム1世（母方の曽祖父の兄）、ドイツ皇太子妃ヴィクトリア（父方の伯母）、プロイセン王子フリードリヒ・カールとその妻マリア・アンナ妃（母方の祖父母）、イギリス王太子アルバート・エドワード（父方の伯父）が代父母を務めた。
5歳年下の妹パトリシアとともに、当時ヨーロッパでも指折りの美しい王女として知られていた。伯父エドワード7世は、姪たちにヨーロッパの王か王太子と縁づいてもらいたいと考えていた。1905年に一家で世界周遊旅行に出かけたマーガレットは、立ち寄ったポルトガルで王太子ルイス・フィリペ（カルロス1世の長男）の妻にと望まれるが、これは実現しなかった。同じくパトリシアも、訪問先のスペインでアルフォンソ13世の妃にと望まれるが叶わなかった。
エジプト・スーダン訪問のため立ち寄ったカイロで、一家はスウェーデン王オスカル2世の孫息子グスタフ・アドルフ王子と出会った。マーガレットとグスタフは恋に落ち、瞬く間に婚約が成立した。1905年6月15日に2人はウィンザー城で結婚し、新婚旅行としてアイルランドで過ごした後、7月8日にスウェーデンに到着した。マーガレットはスウェーデン語とスウェーデンの歴史、社会福祉についての講義を受け、2年後には見事なスウェーデン語を話せるようになった。1907年、夫の祖父オスカル2世の崩御によって王太子妃となった。
第一次世界大戦が始まると、マーガレットは赤十字社援助のために裁縫協会を設立した。パラフィン供給が低下するとロウソクのコレクションを提供した。
1920年5月1日、感染症による頭部手術を施される間に急逝した。その時、マーガレットは妊娠8か月で第6子を身ごもっていたが、死産した。

## 子女
- グスタフ・アドルフ（1906年 - 1947年） - ヴェステルボッテン公、現国王カール16世グスタフの父。飛行機事故で他界。
- シグヴァルド（1907年 - 2002年） - ウップランド公、のちヴィスボリ伯。
- イングリッド（1910年 - 2000年） - デンマーク王フレゼリク9世妃。女王マルグレーテ2世の母。
- ベルティル（1912年 - 1997年） - ハッランド公。
- カール・ユーハン（1916年 - 2012年） - ダーラナ公、のちヴィスボリ伯。